# Ясменник пахучий
Ясме́нник паху́чий (лат. Aspérula graveólens) — многолетний полукустарник, вид рода Ясменник (Asperula) семейства Мареновые (Rubiaceae).

## Экология и распространение
Встречается в бассейнах рек Дона, Днепра и Волги.
Растёт на приречных песках.

## Ботаническое описание
Полукустарничек с более или менее развитыми бесплодными побегами, иногда образующий дерновинки. Цветоносные стебли косовосходящие, высотой 10—35 см, толстоватые, довольно густо облиственные.
Нижние листья от продолговатых до продолговато-ланцетных, длиной 2—5 мм, шириной около 1 мм. Средние стеблевые листья узколинейно-шиловидные, остроконечные, с завернутыми на нижнюю сторону краями; прицветные листья продолговато-ланцетные, длиной 1,5—3 мм, шириной около 0,5 мм, гладкие.
Соцветие метельчатое. Цветки на конечных разветвлениях его собраны по два-три, редко одиночные, почти сидячие или на ножках длиной до 1—1,5 мм; венчик длиной 3,5—4,5 мм, ворончатый, с отогнутыми наружу продолговатыми полостями, почти равными трубочке.
Плоды длиной 3—4 мм, густо покрыты тупыми или туповатыми чешуйками.
Цветёт в июне — августе. Плоды созревают в августе — сентябре.

## Значение и применение
Надземная часть растения содержит дубильные вещества, горечи, смолы, кумарины, эфирное масло, аскорбиновую кислоту, жирное масло.
Растение имеет приятный пряно-пряничный запах, пряный и горьковатый вкус, употребляется для ароматизации фруктов, отдушки табака и одежды. В промышленности используется при производстве и ароматизации ликёро-водочных изделий, вина. Листья ясменника обычно добавляют в кулинарные изделия целиком, а не в мелко порезанном виде. Слегка увядшие листья лишь ненадолго опускают в кушанье. После этой процедуры вкус фруктовых салатов, сладких супов и лимонада становится тоньше.
Растение популярно в народной медицине — его использовали внутрь как седативное средство, при бессоннице, тахикардии, как потогонное, желче- и мочегонное, при мочекаменной болезни, кожных болезнях, связанных с нарушением обмена веществ, как вяжущее и скрепляющее; наружно — для обмываний, примочек, компрессов при кожных болезнях, язвах и ранах.
Не следует допускать передозировки при употреблении внутрь, так как растение обладает токсическими свойствами.

## Классификация

### Представители
В рамках вида выделяют ряд подвидов:
- Asperula graveolens subsp. graveolens
- Asperula graveolens subsp. danilewskiana (Basiner) Pjatunina
- Asperula graveolens subsp. leiograveolens (Popov & Chrshan.) Pjatunina

### Таксономическое положение
Вид Ясменник пахучий входит в род Ясменник (Asperula) семейства Мареновые (Rubiaceae) порядка Горечавкоцветные (Gentianales).
|  |                                      |  |                                                             |                                                             |                     |  | ещё 4 семейства (согласно Системе APG II) | ещё 4 семейства (согласно Системе APG II) |                      |  |  |  | более 200 видов |
|  |                                      |  |                                                             |                                                             |                     |  | ещё 4 семейства (согласно Системе APG II) | ещё 4 семейства (согласно Системе APG II) |                      |  |  |  | более 200 видов |
|  |                                      |  |                                                             | порядок Горечавкоцветные                                    |                     |  |                                           |                                           | род Ясменник         |  |  |  |                 |
|  |                                      |  |                                                             | порядок Горечавкоцветные                                    |                     |  |                                           |                                           | род Ясменник         |  |  |  |                 |
|  | отдел Цветковые, или Покрытосеменные |  |                                                             |                                                             | семейство Мареновые |  |                                           |                                           | вид Ясменник пахучий |  |  |  |                 |
|  | отдел Цветковые, или Покрытосеменные |  |                                                             |                                                             | семейство Мареновые |  |                                           |                                           |                      |  |  |  |                 |
|  |                                      |  | ещё 44 порядка цветковых растений (согласно Системе APG II) | ещё 44 порядка цветковых растений (согласно Системе APG II) |                     |  |                                           | ещё около 600 родов                       | ещё около 600 родов  |  |  |  |                 |
|  |                                      |  |                                                             | ещё 44 порядка цветковых растений (согласно Системе APG II) |                     |  |                                           |                                           | ещё около 600 родов  |  |  |  |                 |